# 金钟一号墓
金钟一号墓是一座位于中国广西贺州市铺门镇金钟村的南越国时期的墓葬。该墓于1980年由广西壮族自治区文物工作队发掘，是一座带有斜坡墓道的凸字形土坑竖穴木椁墓。该墓椁室内共有两副棺，为夫妇合葬墓。该墓葬早年被盗过，共挖掘出遗留的器物124件。根据从里面挖掘出的“左夫人”印章，可知该墓的男主人应该是南越国分封的侯或王一级的人物。